# Honeywell Bendixtrofén
Honeywell Bendixtrofén är en utmärkelse instiftad 1998 som tilldelas företag, organisationer eller enskilda för arbetet med säkerhetsfrågor inom flyget.
Trofén infördes när AlliedSignal övertog Bendix Corporation, när sedan AlliedSignal förenades med bolaget Honeywell 1999 gavs priset namnet Honeywell Bendixtrofén. Priset består av en skalamodell av den ursprungliga Bendixtrofén och administreras av Flight Safety Foundation.

## Honeywell Bendixtrofén
År, tilldelat, företag
- 1998 David A. Fleming British Airways, Edward D. Mendenhall Gulfstream Aircraft, Edmond L. Soliday United Airlines
- 1999 Leonard M. Greene Safe Flight Instrument Corp
- 2000 James F. Bothwell STAT Medevac
- 2001 Ingen nominerad detta år
- 2002 Gulfstream Aerospace Corp.
- 2003 Peter F. Sheppard UK Air Accidents Investigation Branch
- 2004 Dassault Aviation
- 2005 Earl F. Weener, Ph.D.
- 2006 Ingen nominerad detta år